# Christie Memorial Park
Christie Memorial Park är en park i Kanada.   Den ligger i provinsen British Columbia, i den södra delen av landet, 3 300 km väster om huvudstaden Ottawa. Christie Memorial Park ligger 340 meter över havet. Den ligger vid sjön Skaha Lake.
Terrängen runt Christie Memorial Park är kuperad åt sydväst, men åt nordost är den bergig. Christie Memorial Park ligger nere i en dal. Närmaste större samhälle är Penticton, 14,6 km norr om Christie Memorial Park.
I omgivningarna runt Christie Memorial Park växer i huvudsak barrskog. Runt Christie Memorial Park är det mycket glesbefolkat, med 3 invånare per kvadratkilometer.